# Hlubocký hřeben
Hlubocký hřeben (851 m n. m.) je třetí nejvyšší vrchol v Ještědsko-kozákovském hřbetu. Tyčí se asi 1 km od liberecké místní části Hluboká. Hora je součástí přírodního parku Ještěd, vrchol Ještědu se nachází necelé 3 km severozápadně.

## Okolí
Na svazích Hlubockého hřebene se nachází několik turisticky zajímavých míst:
- 150 metrů západně od vrcholu stojí u cesty Památník tábora lidu, který připomíná velkou česko-německou demonstraci ze 7. srpna 1870, na které se sešlo 30 000 dělníků.[3]
- 250 metrů západně od vrcholu začíná naučná stezka skrz Nový prales, který se rozkládá na jihozápadních svazích
- 900 metrů severozápadně od vrcholu se nachází osada Pláně pod Ještědem, s chatou KČT a lyžařským střediskem
- 1000 metrů severně od vrcholu se rozkládá přírodní památka Panský lom s Hanychovskou jeskyní v dolomitickém vápenci, významné zimoviště netopýrů
- 1750 metrů jihovýchodně od vrcholu stojí hospoda U Šámalů

## Přístup

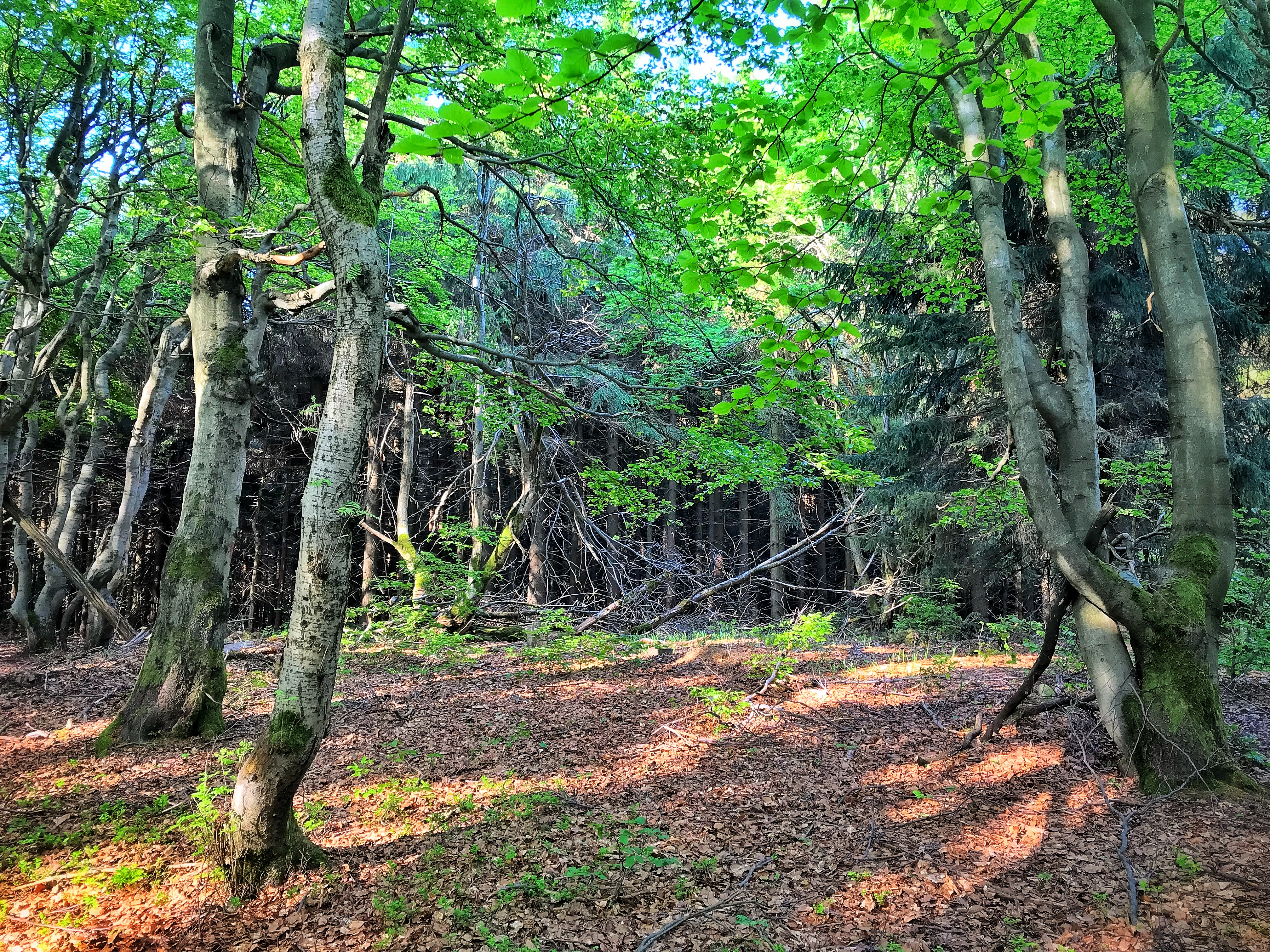
Vrchol Hlubockého hřebene

Přímo na vrchol nevedou značené turistické cesty, ale modře značená hřebenovka prochází asi 100 metrů od vrcholu. Tato hřebenovka vede od Ještědu (1012 m) na severozápadě přes Černý vrch (949 m), Pláně pod Ještědem, Hlubocký hřeben (851 m), hospodu U Šámalů, Rašovku a Javorník (685 m) do Záskalí na jihovýchodě.
Z hřebenovky, asi 1200 metrů od rozcestí Pláně pod Ještědem a asi 200 metrů za památníkem tábora lidu, odbočuje prudce doleva neznačená zarostlá cesta, která po dalších 200 metrech dojde až na vrchol.